# Elio Torriani
Elio Torriani (Lambrate, 19 settembre 1922 – Celle Ligure, 4 dicembre 1984) è stato un calciatore italiano, di ruolo attaccante.

## Carriera
Cresciuto nell'Alleanza Milano e nel Milano, gioca precedentemente all'interruzione bellica dei campionati nell'Abbiategrasso, in prestito.
Debutta in Serie B nella stagione 1946-1947 con il Pisa, disputando con i toscani quattro campionati cadetti per un totale di 98 presenze e 14 reti.